# Vladímir de Nóvgorod

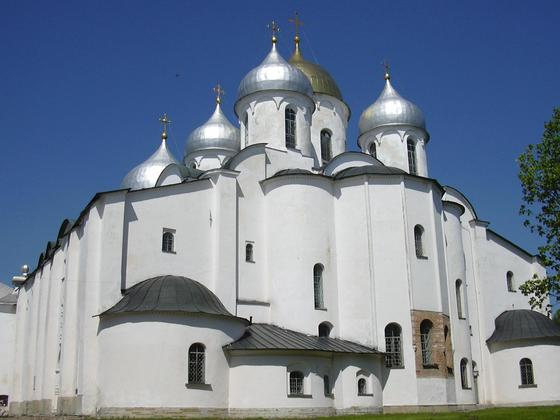
Vladímir Yaroslávich está enterrado en la catedral de Santa Sofía que él mandó construir en Nóvgorod.

Vladímir de Nóvgorod o Vladímir Yaroslávich (del ruso: Владимир Ярославич) (1020-4 de octubre de 1052) reinó como Príncipe de Nóvgorod desde 1036 hasta su muerte. Era el hijo mayor de la unión entre Yaroslav I el Sabio de Kiev y Ingegerd Olofsdottir, hija de Olaf Skötkonung, de Suecia. Casó con Oda de Stade, una ciudad cercana a Hamburgo.
En 1042, Vladímir estuvo en conflicto con los finlandeses, de hecho según algunas interpretaciones encabezó una campaña militar en Finlandia. Al año siguiente lideró a los ejércitos rusos contra el emperador bizantino Constantino IX. Murió dos años antes que su padre y fue enterrado por él en la Catedral de Santa Sofía de Nóvgorod, la catedral que él mandó construir. Su sarcófago se encuentra en un nicho en el lado sur del cuerpo principal de la catedral, por encima del pórtico Martirievski. Está retratado en un fresco de principios del siglo XII sobre el sarcófago, sobre el que se encuentra también un icono con su efigie. Sus hermanos pequeños Iziaslav I de Kiev, Sviatoslav II de Kiev y Vsévolod I de Kiev, reinaron en la Rus de Kiev.
El único hijo de Vladímir, Rostislav Vladímirovich, fue un príncipe sin tierra que usurpó el poder en Tmutarakáñ. Sus descendientes  fueron desposeídos por sus tíos pero gradualmente se las arreglaron para establecerse en Galitzia, conservando el control del territorio hasta 1199, año en el que su línea de descendencia se extingue. Con el fin de minimizar sus reclamaciones en Kiev, los registros de las campañas militares de Vladímir en las crónicas de Kiev parecen haber sido borrados. A consecuencia de este hecho, los historiadores medievales confunden a menudo a Vladímir con otros dos personajes con el mismo nombre, Vladímir el Grande y Vladímir II Monómaco.
El recuerdo de Vladímir se ha preservado mejor en fuentes foráneas. En las sagas noruegas figura frecuentemente como Valdemar Holti (el Ligero). Jorge Cedreno apuntó la arrogancia de Vladímir en sus contactos con los bizantinos.